# BCL9
BCL9‏ (B cell CLL/lymphoma 9) هوَ بروتين يُشَفر بواسطة جين BCL9 في الإنسان.